# Dzhiguinka
Dzhiguinka (del ruso: Джигинка) es un seló del ókrug urbano de la ciudad-balneario de Anapa del krai de Krasnodar, en el sur de Rusia. Está situado a orillas del arroyo Dzhiga, en la llanura que se extiende entre la costa del mar Negro y las estribaciones de poniente del Cáucaso Occidental, 23 km al norte de la ciudad de Anapa y 129 km al oeste de Krasnodar. Tenía 4 325 habitantes en 2010.
Es cabeza del municipio rural Dzhiginskoye, al que pertenece asimismo una parte de Utash. En su conjunto el municipio contaba con 4 883 habitantes.

## Historia
Fue fundada en 1868 como la colonia luterana Mijaíldorf o Mijaílsfeld (el nombre deriva del antiguo propietario de las tierras Mijaíl Babich). Sus fundadores provenían de las gubernias de Besarabia y Táurida. En 1893 recibió su nombre actual.

## Nacionalidades
De los 4 027 habitantes que tenía en 2002, el 83.2 % era de etnia rusa, el 5 % era de etnia alemana, el 4.3 % era de etnia ucraniana, el 1.7 % era de etnia tártara, el 1.6 % era de etnia tártara, el 1.5 % era de etnia bielorrusa, el 0.4 % era de etnia griega, el 0.1 % era de etnia gitana, el 0.1 % era de etnia georgiana y el 0.1 % era de etnia azerí.

## Educación
En la población se halla una escuela, la Nº19.

## Economía y transporte
El principal sector económico de la localidad es la agricultura (vinicultura, ganadería, productos lácteos).
Cuenta con una estación de ferrocarril (Dzhiginski) en la línea ferroviaria entre Anapa y el estrecho de Kerch. Por la localidad pasa la carretera federal M25 Novorosíisk-Port Kavkaz.